# Ludwig Landen
Pour les articles homonymes, voir Landen (homonymie).
Ludwig Landen, né le 6 novembre 1908 à Cologne et mort le 14 octobre 1985 dans la même ville, est un kayakiste allemand pratiquant la course en ligne.

## Palmarès

### Jeux olympiques (course en ligne)
- 1936 à Berlin
  -  Médaille d'or en K-2 10 000 m [1]